# 報道特集 (TBS)
『報道特集』（ほうどうとくしゅう）は、TBS系列（JNN）で、2010年4月3日から、毎週土曜17:30 - 18:50（JST）に生放送されている大型のニュース・報道ドキュメンタリー番組である。リアルタイム字幕放送。略称は「報特」。
2008年4月5日から2010年3月27日までは、『報道特集NEXT』（ほうどうとくしゅうねくすと）という名前で放送された。
公式サイトでは本番組のことを「"政府発表"のウラ側を追い､"当たり前の常識"を疑う｡」と説明している。

## 概要
1980年10月4日から2008年3月30日まで放送された『JNN報道特集』が前身・母体番組で、特集取材が番組の核である。
併せて、2008年3月29日で打ち切った土曜夕方のニュース番組『イブニング・ニュース（土曜版）』を引き継ぎ、新たにその日のニュース・スポーツニュース、ところによってローカルニュースを放送する。
特集の内容によっては、首都圏（TBSテレビの放送・取材・サービスエリア）以外で起きた出来事であっても、当該地域のJNN系列ではなくTBSテレビが制作・取材を直接行う場合がある。

### 『報道特集NEXT』としてスタート（田丸時代）
2008年春の改編で週末17時・18時台の枠再編に伴って誕生。2008年2月27日に番組名を『報道特集NEXT』であると発表した（当初番組名には『JNN新・報道特集』などの仮タイトルが挙がっていた）。
これまでの日曜日から土曜日へ移り、『JNN報道特集』から『報道特集NEXT』に改題。その日のニュース・スポーツニュースも放送し、放送時間は26分拡大した。この改編に伴い、毎日放送制作の土曜18時アニメ枠（土6）は日曜17時へ移動した。
同番組の移動以降、キー局における土曜夕方枠の番組では唯一18:00跨ぎの番組編成となっている。
およそ4分間のローカル枠を設定し、系列によっては同枠でローカルニュースを放送。リアルタイム字幕放送を実施したが、2008年6月28日までは全国ニュースとスポーツのみで実施。なお、母体となる『JNN報道特集』時代ではリアルタイム字幕放送を実施していなかった。
『JNN報道特集』開始から30年目にあたる2010年4月3日に、番組名を『報道特集』へと再度改題し、音声モードをモノラル放送（モノステレオ放送）からステレオ放送に変更（同時期に放送開始した『Nスタ』と『NEWS23クロス』も前番組の『総力報道!THE NEWS』、及び『NEWS23』時代のモノラル放送（モノステレオ放送）からステレオ放送に変更）、この時点でキャスターは全員続投。

### 総合司会の交代

#### 金平・日下部時代
『JNN報道特集』放送開始から30周年と言う記念すべき節目の年を迎えるのを機に番組の更なるリニューアルを図る為、2010年9月25日放送を以て1994年10月から16年間総合司会を務めたフリーアナウンサーの田丸美寿々が勇退。翌10月2日からは 報道局社会部記者、報道局外信部・JNNモスクワ支局特派員から支局長、『筑紫哲也 NEWS23』編集長、JNNワシントン支局長、TBSアメリカ総局長を歴任し、長年の国際報道に携わった金平茂紀とTBS元アナウンサーで報道局政治部やJNN香港・北京支局長、報道局外信部デスクのちのJNNソウル支局長などを歴任した日下部正樹の2名が就任。男性が総合司会を務めるのは『JNN報道特集』から数えると料治直矢の退任以来、13年8か月ぶり。
総合司会交代に合わせて番組ロゴも放送開始当時のゴシック体によるタイトルロゴに変更、タイトルロゴの下にはJNNの正式名称『JAPAN NEWS NETWORK』が並べられ、テーマ曲やCG映像、スタジオセットなども変更された（但し、スタジオのバックは『報道特集NEXT』時代の名残りが2021年2月まで随所に残された）。ニュースコーナーの項目テロップ右下部に「JNN NEWS」のロゴが加えられたが（2011年8月まで）、通常の「JNN NEWS」のものとは異なったデザインや書体のテロップを使用。
民放連は2010年5月14日発表の「青少年に見てもらいたい番組」に選定した（放送局によっては対象外）。
2011年8月20日放送をもって久保田智子が降板し、9月3日より竹内香苗が加入。これを機に日下部がニュースコーナーも担当。これと合わせる形で、FacebookやTwitterのアカウントを新たに開設したり、番組ホームページやテーマ曲スタジオセット、テロップのデザインなどもリニューアルされた。番組ロゴもそれまでのグレー系から青系へと変わり、アクセントとしてオレンジ色のラインが入り、画面左上に番組ロゴが常時表示されるようになった。
2012年、竹内が同年をもってTBSを退社することに伴い、10月6日より、これまではスポーツ担当であった岡村仁美が後任を務めることとなり、岡村が担当していたスポーツの後任には佐藤渚が新たに加わった。
2014年10月4日より、岡村に替わり、小林悠が後任として加わった。
2015年4月4日より、それまで18:47:50までの放送だったのが、18:50まで放送し、直後の各局別ミニ番組（TBSの場合は『ウィークエンドウェザー』）へCMなしで接続、そして土曜19:00枠番組へのジャンクションはミニ番組終了直後の18:51:50に変更した。

#### 膳場時代
2016年4月2日より、3月まで『NEWS23』のメインキャスターを務めていた膳場貴子が加入した。金平との上下関係は『NEWS23』での共演時代と異なり、膳場が上位となり、田丸降板以来5年半ぶりの女性メインキャスターとなる。これと同時にテロップのデザインやスタジオセット（Dスタジオ→Nスタジオ）・テーマ曲がマイナーチェンジされた。
2020年10月、放送開始から40周年を迎え、10月3日放送分より、スポーツキャスターに同年入社の齋藤慎太郎が加入した。
2021年3月6日から、皆川玲奈がキャスターとして新たに加入し大幅リニューアル。日下部はフィールドキャスターに回り、皆川に宣材写真のポジションを譲るなど一歩引いた形で番組には続投。番組ロゴやスタジオセットも一新、ニュース・スポーツコーナーにそれぞれ「報特NEWS」「報特SPORTS」のタイトルが与えられたほか、タイトルロゴや番組テーマ曲もAimerの「ONE」に変更された。使用書体もTBS全体のコーポレートフォントであるAXISに統一。同時に、TBSや一部系列では「報特NEWS」のコーナーにて時刻表示を開始。
2022年4月2日からは、2015年10月から2017年3月までスポーツキャスターを担当していた上村彩子が、皆川の後任として5年振りに復帰した。
通常は連続で同じテーマの特集を行わないが2022年7月23日から戦後77年の8月13日と国葬特集の9月10日、地球を笑顔にするWEEK2022秋の11月5日を除いて11月12日まで及び12月10日から12月17日まで計15回にわたり旧統一教会について検証と称し特集した。
2022年10月1日からは、村瀬健介（TBSテレビ報道局「調査報道ユニット」のキャップ）が膳場のパートナー（男性のメインキャスター）としてレギュラー出演。これに伴って、前任者の金平は「特任キャスター」（日下部と同じく不定期で出演するキャスター）へ異動した。
その一方で、膳場と上村は、当番組を2023年度の最終（2024年3月30日）放送分で卒業した。TBSが2024年4月改編から、膳場を『サンデーモーニング』の総合キャスター（関口宏の後任）、上村を『news23』金曜日のメインキャスターへ起用したことによる。

#### 村瀬時代
2024年度の初回（2024年4月6日）放送分から、村瀬が総合司会に昇格。前月まで『news23』金曜日のメインキャスターを務めていた山本恵里伽を、村瀬のパートナーへ新たに起用したため、放送上は日下部・渡部を含めた4人体制で進行していた。
渡部は2024年6月1日放送分まで担当していたが、6月3日早朝に、飲酒で酩酊したあげく「一般の家屋に無断で侵入する」などのトラブルを東京都内で起こした。このトラブルで警察に一時保護されたことを受けて、TBSでは本人の番組出演を見合わせる措置を講じるとともに、同僚のアナウンサーから（過去のスポーツキャスター経験者を含めた）1名を週替わりで渡部のポジションに充てていた。その中から、スポーツアナウンサーでもある伊藤隆佑を、2024年10月5日放送分からレギュラーで起用。

### TBS NEWSでの放送
TBS NEWS（前名・TBSニュースバード）では2日遅れの月曜23:00から23:45頃 に18時台の特集パートを編集した上で再放送していた。

## 出演者

### 現在（2024年度）
肩書を記していない人物は、TBSアナウンサー。
メインキャスター
- 村瀬健介（TBS報道局「調査取材ユニット」のメンバーで、元JNN中東支局長、2022年10月1日 - 。2024年3月30日まではパートナー役）12月17日から12月24日はウクライナからの中継出演
- 山本恵里伽（2024年4月6日 - 。番組宣伝などでは村瀬と同格の「総合司会」扱い）

キャスター
- 日下部正樹（TBS報道局記者・報道番組部スペシャリスト部長、2010年10月2日 - ）：不定期に特集のみ出演。TBSではアナウンサーとして入社した後に、報道番組部長やJNN北京・ソウル・香港支局長などを歴任していたため、2021年2月までは「総合司会」としてニュースコーナーも担当していた。

スポーツキャスター（ストレートニュースも担当）
- 伊藤隆佑（2024年10月5日 - ）：本番前（土曜午後）に放送される『TBS NEWS』（関東ローカル向けの定時ニュース）のキャスターを兼務。当番組では、前任者の渡部峻が上記の事情で出演を見合わせていた期間にも、2024年6月8日・9月7日放送分でキャスターを務めていた。

編集長
- 2024年6月まで編集長を務めた曺琴袖（チョ・クムス）は、TBS報道局外信部出身で、在日コリアンのルーツを持つ。京都国際高等学校の前身にあたる京都韓国学園中学部の卒業生である[14]。

特任キャスター
- 金平茂紀（ジャーナリスト、元TBS取締役執行役員、元TBS編集主幹、元TBS報道局長、元TBSアメリカ総局長、元TBSインターナショナル副社長、元ワシントン・モスクワ支局長、『筑紫哲也NEWS23』編集長、2010年10月2日 - 2022年9月24日は総合司会）[注 8] 11月26日の森友学園問題特集で2か月ぶりの出演[15]｡2025年3月末を以て、通算15年間担当した報道特集のキャスターを退任した｡

ナレーター（堀江以外、声優）
- 特集
  - 屋良有作
  - 小山茉美
  - 堀江ゆかり（ラジオパーソナリティ）：不定期出演。
  - 湯浅真由美：不定期出演。

### 過去

#### キャスター
| 2008.4.5 | 2008.9.27 | 田丸美寿々1                  | 伊藤隆太2・3・4 | 長峰由紀2・3           | 岡村仁美       |
| 2008.10.4 | 2010.9.25 | 田丸美寿々1                  | （不在）        | 田丸美寿々 久保田智子3 | 岡村仁美       |
| 2010.10.2 | 2011.8.20 | 金平茂紀 日下部正樹          | （不在）        | 久保田智子 岡村仁美    | 岡村仁美       |
| 2011.9.3 | 2012.9.29 | 金平茂紀 日下部正樹          | 日下部正樹      | 竹内香苗               | 岡村仁美       |
| 2012.10.6 | 2014.3.29 | 金平茂紀 日下部正樹          | 日下部正樹      | 岡村仁美               | 佐藤渚3        |
| 2014.4.5 | 2014.9.20 | 金平茂紀 日下部正樹          | 日下部正樹      | 岡村仁美               | 林みなほ3      |
| 2014.10.4 | 2015.9.26 | 金平茂紀 日下部正樹          | 日下部正樹      | 小林悠3                | 林みなほ3      |
| 2015.10.3 | 2016.2.20 | 金平茂紀 日下部正樹          | 日下部正樹      | 小林悠3                | 上村彩子3      |
| 2016.2.27 | 2016.3.26 | 金平茂紀 日下部正樹          | 日下部正樹      | 上村彩子3              | 上村彩子3      |
| 2016.4.2 | 2017.3.25 | 膳場貴子 金平茂紀 日下部正樹 | 日下部正樹      | 膳場貴子               | 上村彩子3      |
| 2017.4.1 | 2019.5.25 | 膳場貴子 金平茂紀 日下部正樹 | 日下部正樹      | 膳場貴子               | 日比麻音子3・5 |
| 2019.6.1 | 2020.9.19 | 膳場貴子 金平茂紀 日下部正樹 | 日下部正樹      | 膳場貴子               | 宇内梨沙3      |
| 2020.10.3 | 2021.2.27 | 膳場貴子 金平茂紀 日下部正樹 | 日下部正樹      | 膳場貴子               | 齋藤慎太郎3    |
| 2021.3.6 | 2021.9.25 | 膳場貴子 金平茂紀 皆川玲奈   | （不在）        | 膳場貴子 皆川玲奈      | 齋藤慎太郎3    |
| 2021.10.9 | 2022.3.26 | 膳場貴子 金平茂紀 皆川玲奈   | （不在）        | 膳場貴子 皆川玲奈      | 高柳光希       |
| 2022.4.2 | 2022.9.24 | 膳場貴子 金平茂紀 上村彩子   | （不在）        | 膳場貴子 上村彩子      | 高柳光希       |
| 2022.10.1 | 2023.3.25 | 膳場貴子 村瀬健介 上村彩子   | （不在）        | 膳場貴子 上村彩子      | 高柳光希       |
| 2023.4.1 | 2024.3.30 | 膳場貴子 村瀬健介 上村彩子   | （不在）        | 膳場貴子 上村彩子      | 渡部峻3・6     |
| 2024.4.6 | 2024.6.1  | 村瀬健介 山本恵里伽 渡部峻   | 渡部峻6         | 山本恵里伽             | 渡部峻3・6     |
| 2024.6.8 | 2024.9.28 | 村瀬健介 山本恵里伽          | （不在）6       | 山本恵里伽             | （シフト制）6  |
| 2024.10.5 | 現在      | 村瀬健介 山本恵里伽 伊藤隆佑 | 伊藤隆佑        | 山本恵里伽             | 伊藤隆佑       |
| - 金平、日下部、膳場、田丸以外の人物は、担当の時点でTBS（テレビ）の現職アナウンサー。 - 1 『JNN報道特集』から続投。 - 2 土曜日の『イブニング・ニュース』から続投。 - 3 日曜日または『Nスタ』を兼務（詳細は各番組のページを参照）。 - 4 昼の『JNN NEWS』を兼務。 - 5 2018年10月から2019年3月まで『フラッシュニュース』を兼務。 - 6 2024年6月3日の未明に不祥事（飲酒による酩酊状態でのトラブル）を起こしたことを受けて、6月8日放送分から出演を休止。その後は、2024年9月28日まで以下のアナウンサーが代演していた。 - 6月8日・9月7日：伊藤隆佑 - 6月15日・8月24日・8月31日：齋藤慎太郎 - 6月22日・7月6日・7月20日・8月10日：高柳光希 - 6月29日・9月21日：若林有子 - 8月17日：古田敬郷 - 9月14日・9月28日：熊崎風斗 |           |                              |                 |                        |                |

#### 取材・天気・特集
| 期間                                                                                         | 期間      | 取材                        | 天気       | 特集                           |
| -------------------------------------------------------------------------------------------- | --------- | --------------------------- | ---------- | ------------------------------ |
| 2008.4.5                                                                                     | 2008.9.27 | （不在）                    | 長峰由紀   | 田丸美寿々                     |
| 2008.10.4                                                                                    | 2010.9.25 | （不在）                    | 岡村仁美   | 田丸美寿々 久保田智子          |
| 2010.10.2                                                                                    | 2011.3.5  | （不在）                    | （不在）   | 金平茂紀 日下部正樹            |
| 2011.3.19                                                                                    | 2011.8.20 | （不在）                    | （不在）   | 金平茂紀 日下部正樹 久保田智子 |
| 2011.9.3                                                                                     | 2012.9.29 | （不在）                    | （不在）   | 金平茂紀 日下部正樹 竹内香苗   |
| 2012.10.6                                                                                    | 2014.9.20 | （不在）                    | （不在）   | 金平茂紀 日下部正樹 岡村仁美   |
| 2014.10.4                                                                                    | 2016.2.20 | （不在）                    | （不在）   | 金平茂紀 日下部正樹 小林悠     |
| 2016.2.27                                                                                    | 2016.3.26 | （不在）                    | （不在）   | 金平茂紀 日下部正樹 上村彩子   |
| 2016.4.2                                                                                     | 2021.2.27 | （不在）                    | （不在）   | 膳場貴子 金平茂紀 日下部正樹   |
| 2021.3.6                                                                                     | 2022.3.26 | 日下部正樹                  | 皆川玲奈   | 膳場貴子 金平茂紀 皆川玲奈     |
| 2022.4.2                                                                                     | 2022.9.24 | 日下部正樹                  | 上村彩子   | 膳場貴子 金平茂紀 上村彩子     |
| 2022.10.1                                                                                    | 2024.3.30 | 金平茂紀1 日下部正樹 曺琴袖 | 上村彩子   | 膳場貴子 村瀬健介 上村彩子     |
| 2024.4.6                                                                                     | 2025.3.22 | 金平茂紀1 日下部正樹 曺琴袖 | 山本恵里伽 | 村瀬健介 山本恵里伽 日下部正樹 |
| 2025.4.5                                                                                     | 2025.6.28 | 日下部正樹 曺琴袖           | 山本恵里伽 | 村瀬健介 山本恵里伽 日下部正樹 |
| 2025.7.5                                                                                     | 現在      | 日下部正樹                  | 山本恵里伽 | 村瀬健介 山本恵里伽 日下部正樹 |
| - 金平、日下部、膳場、田丸以外はTBSアナウンサー（出演当時）。 - 1 肩書は「特任キャスター」。 |           |                             |            |                                |

#### 上記出演者に関する補足
- ニュースコーナー・スポーツコーナー担当者はいずれもTBSアナウンサー。
- 2008年10月以降、出演者が取材でニュース担当者が不在の場合、スポーツ担当キャスターが兼務する。
- ニュースコーナーで気象解説を行う際はTBSで当番組の後に放送する『ウィークエンドウェザー』のキャスターが担当する。
- 特集コーナーの進行は総合司会者が担当する。不在の場合はそれ以外の担当者が兼ねる。
- 特集コーナーへは取材した記者が出演することもある。また大きなニュースなどではゲストも出演する場合がある。

2010年9月まで
- 2008年6月14日は長峰が岩手・宮城内陸地震の最新情報を伝えるために報道フロアに居たため、伊藤が天気予報を伝えた。
- 岡村は当初、『チャンネル☆ロック!』（関東ローカル、2008年10月改編で降板）への不定期出演のためにオープニングからの出演ができず「途中参加」となる週があった。
  - 2008年9月13日のスポーツコーナーは岡村が夏休みを取ったため、伊藤が代理で進行した。同じく岡村が夏休みだった2009年9月12日は久保田がスポーツコーナーも担当した。
- 2009年3月28日はニュースコーナーの最後に東京・墨田公園から中継を行い、『ウィークエンドウェザー』担当の真壁京子が墨田公園の桜を背景に天気予報を伝えた。

2010年10月から2011年8月まで
- 久保田は特集コーナーを再び担当するまでは特集コーナーとエンディングには出演しなかった。岡村も引き続き特集コーナーとエンディングには出演していない。

2011年9月から2012年9月まで
- 日下部は着任以来、ニュースコーナーには出演していなかったが、当番組で20年ぶりにニュースキャスターを務めることになった[注 10]。
- オープニングの挨拶については、番組開始から出演者全員が立って挨拶を行うスタイルとなっていたが、この時期からは総合司会の金平のみ立って挨拶している。ニュース担当の日下部・竹内は既に座った状態となっており、金平が当日の内容を紹介した後、ニュースに。
- 岡村は引き続き特集コーナーには出演しない。なお、スポーツコーナーの放送時間変更に伴ってエンディングにも出演するようになった他、日下部不在時にはニュースコーナーも担当する。

2012年10月から2016年3月まで
- 金平・日下部はポジションの変更なし。
- 竹内の退社に伴い、岡村が2011年8月以来のニュースコーナー担当となる。金平もしくは日下部の不在時は特集コーナーの進行も担当。岡村の降板後は、小林が担当。2016年2月以降は、上村が兼任。
- 小林は本来は2016年3月までの担当予定だったが、健康上の理由により退社したため、2月20日をもって降板となった[16]。

2016年4月から2021年2月まで
- オープニングとエンディングのあいさつは膳場が行う。立ち位置は膳場がセンター、右に金平、左に日下部。
- オープニングで特集やその日のニュースに触れるコメントは金平が引き続き行っている。

2021年3月から
- オープニングは立って挨拶する。
- 再度、天気コーナーが設けられ、皆川が全国の天気予報を伝える（「報特NEWS」・関東ローカル枠での放送）。

#### 直言キャスター
番組開始当初、上記のキャスター以外にゲストコメンテーター的な役割として毎週1人が出演していた（重松清、姜尚中、藤原帰一など）。しかし、2008年8月2日以降は直言キャスターは出演しておらず、11月8日に特集コーナーで重松清が出演したのみである。
直言キャスターは特集コーナーで取材を行う事があった。また、ニュースコーナーでは直言キャスターがコメントを付けていたが、ここで話した内容を田丸は「今日の直言」と称した。

#### ナレーター
一般ニュース・スポーツコーナー
| 期間      | 期間      | 担当     |
| --------- | --------- | -------- |
| 2008.4.5  | 2010.5.15 | 山田太一 |
| 2010.5.22 | 2010.9.25 | 石井康嗣 |
| 2010.10.2 | 2016.3.26 | 向井政生 |
| 2016.4.2  | 2017.9.30 | 伊藤隆太 |
| 2017.10.7 | 2019.6.29 | 品田亮太 |
| 2019.7.6  | 2021.2.27 | 向井政生 |
| 2021.3.6  | 2021.6.26 | 長岡杏子 |
| 2021.7.3  | 2022.2.26 | 堀井美香 |

- - 山田は俳優、石井は声優、それ以外は出演時点でTBSアナウンサー。
  - 向井・伊藤・品田・長岡は同日昼の『JNN NEWS』、『TBS NEWS』のキャスターを兼務。

## スタッフ
- ナレーター：屋良有作、小山茉美、堀江ゆかり、堀井美香
- 番組プロデューサー：吉岡弘行
- 制作プロデューサー：山岡陽輔（2022年7月23日 - ）
- 制作協力：JNN各社
- 製作著作：TBS

### 過去のスタッフ
- 編集長：吉田豊、曺琴袖（2020年7月4日 - 2025年6月末[17][18]）。
- 番組プロデューサー：赤阪徳浩、秋山浩之、
- 制作プロデューサー：斎藤雅俊、鈴木誠司、田中宏之、辻真（2022年7月9日[19] まで、社会部長就任に伴い退任）

## 番組の流れ・主なコーナー
- CS放送『TBS NEWS』での放送は特集部分を再構成したものになっている。
- あくまでも基本的なものであり、大きな事件・事故、地震や台風などのような緊急ニュースがある場合は特集の放送を取り止め、ローカルパートを除き、ほぼ全編で緊急ニュースを扱う（「#重大ニュース・特別番組放送時の対応」も参照のこと）。
- オールスター感謝祭がある週は17:00開始のためその分30分繰り上がる。
- 毎週火曜日に打ち合わせをしている[20]。

| 時刻                                 | コーナータイトル・内容          | 詳細・備考 |
| 全国パート1                          | 全国パート1                     | 全国パート1 |
| ------------------------------------ | ------------------------------- | --- |
| 17:30                                | オープニング                    | - 膳場が『こんばんは。○月○日土曜日、報道特集です。』とあいさつを行った後、金平が特集やその日のニュースに触れ、ニュースコーナーへ、村瀬はこの時間を使い着任の挨拶をし、現在は金平と違い特集の紹介をするにとどまっている。 |
| 17:30                                | 報特NEWS(1)                     | - 前番組・前身枠となる『イブニング・ニュース』や、現在、平日夕方に放送されている『Nスタ』（←『総力報道!THE NEWS』）と同様、膳場と上村が土曜夕方の全国ニュース（最新ニュースや主なニュース等）を伝える。この為、本コーナーが『総力報道!THE NEWS』→『Nスタ』の土曜版の役割を持っている。 - スポーツニュースも伝える（渡部が担当）。 |
| ローカルニュースパート               |                                 | |
| 17:43頃                              | ローカルニュース 全国の天気予報 | - 詳細は「#ローカルニュースの差し替えについて」を参照。 - 差し替えない局では全国の天気予報も伝える（上村が担当）。 - ローカルニュースのタイトルが特にない局はここまで「報特NEWS」として放送。 - 一部放送局の時刻左の「報特NEWS」ロゴ表示はここで終了。 - 時刻表示をしている局はこの時間でそれを終了。 |
| 全国パート2                          |                                 | |
| 17:47頃(番組の冒頭では17:45頃と予告) | 特集                            | - 直近に話題となった出来事の詳報と特集（調査報道やドキュメンタリー）の2本立て(2本目は18:15頃)が基本。TBSの報道番組やJNN系列が取材・再構成したものも含まれる。取材担当記者などのゲストを招いたり、中継を結ぶなどして討論形式を取る場合もある。 |
| 18:42頃                              | 報特NEWS(2)                     | - ストレートニュース形式。 - まずニュース1本 - 2本を上村が担当。CMを挟んで、スポーツを渡部が担当する。 - 本ストレートニュースコーナーは、平日夕方の『Nスタ』にあたっている。 |
| 18:49頃                              | 次週予告・エンディング          | - 『JNN報道特集』時代を彷彿とさせる簡素なもの。 - 2011年8月 - 2016年3月までは、画面上部にTwitterからの、当日の放送に対する感想メッセージが表示され、下部に全国の天気予報がテロップで表示される。 - 2016年4月より、画面上部には次回の予告テロップが表示され、天気予報は再び表示されなくなった。 - 金平の総合司会降板時は予告前に1分半ほどの挨拶を行いそれに対して膳場が「志は変わらず、番組をお伝えしていきます」と引取り次回予告へつなげた。 |
| 18:50.00                             | 放送終了                        | - 放送局によっては19時台に放送される番組の予告が10秒間流れる。 |

2010年9月までの演出
- 番組オープニングはまずアイキャッチを表示してニュースVTRを1本放送。その後、テーマ曲に合わせて番組ロゴを表示し、画面がスタジオに切り替わった後に出演者が挨拶していた。
- ニュースは一部のニュースVTRにナレーターを起用したが、前番組ではナレーターは起用していなかった。ニュースコーナーの途中でミニ特集を放送することがあったが、この時の進行は田丸が行った。
- 特集コーナーは『注目』と『特集』に名称を使い分けた。後述する「NEXT」を放送することもあった。
- 天気予報は、当初、18:00頃（番組予告と併記）、2008年10月からはエンディング直前で放送していた。
- スポーツニュースは当初17時台に放送していたが、2009年12月5日からは18時台後半に放送していた。
- エンディングでニュースを1本伝えた後、テーマ曲をBGMにその日の「列島各地の話題」を紹介していた。

### 不定期コーナー
下記はいずれも2010年10月のリニューアル以前に放送されたコーナー。

#### 「NEXT」のコーナー
- 放送2回目の2008年4月12日から開始。田丸は『報道特集NEXT』のタイトルの「NEXT」の理由・由来となったコーナーであると説明していた。
- 過去に『JNN報道特集』や当番組で取り上げた内容、視聴者から寄せられたニュースの意見・疑問について、その後どうなったかを伝える。
- VTR中、画面上部には「ご意見をお寄せください」などといった内容や番組ウェブサイトのURIが繰り返し表示されていた。ローカルニュースに入る前に田丸が「情報をお寄せください」と呼びかけたが、この時、画面下部にはスポンサークレジットが表示されていた。特集コーナーと入れ替えて先に放送される場合もあったり、特集コーナーで討論形式が取られる場合などは休止することもあった。
- 2008年8月2日以降は一度も放送されていなかったが、12月6日に当コーナーが放送された。

#### シリーズ「いのち」
- 『報道特集NEXT2008“いのち”』として放送した、2008年12月27日から開始。文字通り「いのち」のドキュメントではあるが、治療法の無い難病やNICU（新生児集中治療室）不足など医療問題も絡めた内容になっている。
- このコーナーのみ、VTR内で画面右上に表示されている番組ロゴはピンク色になっていた。

## オープニング映像・番組テーマ曲
| 期間                          | 番組テーマ曲                                                       | 備考 |
| ----------------------------- | ------------------------------------------------------------------ | --- |
| 2008年4月4日 - 2010年3月27日  | 宇多田ヒカル 「Fight The Blues」 （アルバム「HEART STATION」収録） | 2008年12月放送したスペシャル版『報道特集NEXT2008“いのち”』の予告や、そのスペシャル版の放送時のエンディングには元ちとせの「語り継ぐこと」を使用した。 その後、同曲は特集コーナーのシリーズ“いのち”でも使用した。 『番組の冒頭 画面中央のタイトルロゴを捲り、その日のニュースを紹介。1枚の紙が大量に集中しひらひらさせながらCGは水玉模様に切り替わり、画面中央に有る1枚の紙を捲りながら【報道特集NEXT】を表示。更にタイトルロゴを捲るとスタジオになり、周辺を映して本編に移る。2010年【報道特集】に改題後も同じCGを使った。』 |
| 2010年4月3日 - 9月25日        | 浜崎あゆみ 「Last Links」 （アルバム「Rock'n'Roll Circus」収録）   | ここまでは番組のテーマ曲ではあるものの、オープニングやCM前のジングルにはアレンジの異なるインストゥルメンタル版を使用し、オリジナル版はエンディングのみ流された。『上記と同じCG映像。』 |
| 2010年10月2日 - 2011年8月20日 | 作曲：羽岡佳                                                       | 『水玉模様をバックに左側の地球儀が右回りをする映像を出し、画面が切り替わって、画面やや右下半見えの地球儀の下から【報道特集】のタイトルロゴを表示し、画面はフェード。画面が切り替わるとその日の特集をラインナップ。』 |
| 2011年9月3日 - 2016年3月26日  | 作曲：羽岡佳 作曲・編曲：熊田豊                                    | オープニング終盤のメロディラインやエンディングは前代と同じ。 熊田は同時期から番組のBGMも担当している。 『(番組の冒頭はその日のニュースを紹介。) 青い画面をバックに地球儀が右から左の画面に高速移動し右回り、画面右側にその日の特集をラインナップ(1項目の紹介後、右へ移動し2項目目は左から右へ移動し、2項目目を紹介)。紹介後は地球儀は画面やや右下に切り替わるのと同時に地球儀の下から【報道特集】のタイトルロゴを表示し、タイトルロゴ下の【JAPAN NEWS NETWORK】にオレンジのラインが引かれた。』                             |
| 2016年4月2日 - 2021年2月27日  | （先代のマイナーチェンジ版）                                       | 『上記と同じだが、その日の特集ラインナップが3項目になる。』 |
| 2021年3月6日 - 現在           | Aimer 「ONE」 （アルバム「Sun Dance」収録）                        | 『湾岸沿いで若い女性が旗を大きく振ると同時に画面が旗の映像に変わり、ドアップした旗を振る女性をバックに地球儀のCG映像にフェードし、タイトルロゴが1文字ずつ回転しながら並べられ【報道特集】が完成する。2秒後画面中央にズームアップしてスタジオ周辺を映し、本編に移る。』 |

## ネット状況
関東ローカルニュース枠の差し替えについて
- 半数以上の局はローカル枠（17:43頃 - 17:47頃）でローカルニュースを放送し、ローカル天気予報は本番組の放送時間外[注 12] に独立して放送する形を採用しているが、従来通り、当番組の前枠または後枠でローカルニュース・天気予報を独立して放送する局も半数近くにのぼっている。その局では全編フルネットとなっている。
- 2008年10月改編以降、ローカルニュースの時間は固定されておらず、前コーナーの進み具合により時間は多少ずれる。

ローカルニュースのタイトルとテロップについて
- 北海道放送・CBCテレビ・チューリップテレビ・毎日放送・RKB毎日放送は、当番組の「報特NEWS」と同一デザインの見出し字・テロップを当枠内ローカルニュースでも使用。その他地域では、当枠内でも『JNN NEWS』デザインの見出し字・テロップを使用。
- TBSでは、土曜昼の『JNN NEWS』（『王様のブランチ』内）でその日の特集の番宣を放送する。
- TBSなど一部ネット局では番組冒頭のニュースパート（17:30 - 17:47頃）にて時刻表示を行っているが全て各局別送出となっている[注 13]。
- ネット状況について
  - ◎…フルネット（ローカルニュース・天気予報は本番組の放送時間外に独立して放送）
  - ○…17:43頃 - 17:47頃の関東ローカルニュース・天気予報を各局のローカルニュースに差し替え（ローカルニュースと天気予報を本番組の放送時間外に独立して放送する局も含む）。

| 放送対象地域   | 放送局                    | ローカルニュース差し替え可能部分（17:43頃 - 17:47頃）のタイトル | ネット状況         | 備考 |
| 放送対象地域   | 放送局                    | ローカルニュース差し替え可能部分（17:43頃 - 17:47頃）のタイトル | 土曜 17:30 - 18:50 | 備考 |
| -------------- | ------------------------- | --------------------------------------------------------------- | ------------------ | --- |
| 関東広域圏     | TBSテレビ（TBS）          | 報特NEWS                                                        | ◎                  | 【制作局】 |
| 宮城県         | 東北放送（tbc）           | 報特NEWS                                                        | ◎                  | - ローカルニュースは『tbcニュース』として18:50 - 18:55放送。 |
| 山形県         | テレビユー山形（TUY）     | 報特NEWS                                                        | ◎                  | - ローカルニュースは『Nスタやまがた』として18:50 - 19:00放送。 - 2011年3月26日までは『TUYイブニング・ニュース』として放送。                                                                                                |
| 山梨県         | テレビ山梨（UTY）         | 報特NEWS                                                        | ◎                  | - ローカルニュースは『UTYニュース』として18:50 - 18:55放送。 |
| 長野県         | 信越放送（SBC）           | 報特NEWS                                                        | ◎                  | - ローカルニュースは『SBCニュース』として17:15 - 17:30放送。 |
| 静岡県         | 静岡放送（SBS）           | 報特NEWS                                                        | ◎                  | - ローカルニュースは『SBSサタデーニュース』として18:50 - 18:56放送。 - 開始当初は○で、『静岡新聞ニュース』として、当番組の放送時間外にも独立して放送しながら、ローカル枠を行使し、ローカルニュースを内包して放送していた。 |
| 島根県・鳥取県 | 山陰放送（BSS）           | 報特NEWS                                                        | ◎                  | - ローカルニュースは『BSSニュース』として18:50 - 19:00放送。 |
| 岡山県・香川県 | RSK山陽放送（RSK）        | 報特NEWS                                                        | ◎                  | - ローカルニュースは『RSKイブニングニュース』として17:15 - 17:30放送。 - 2009年9月までは○で、当番組の放送時間外にも独立して放送しながら、ローカル枠を行使し、ローカルニュースを内包して放送していた。                      |
| 大分県         | 大分放送（OBS）           | 報特NEWS                                                        | ◎                  | - ローカルニュースは『OBSニュース』として18:50 - 18:57放送。 |
| 宮崎県         | 宮崎放送（MRT）           | 報特NEWS                                                        | ◎                  | - ローカルニュースは『MRTニュース』として18:50 - 19:00放送。 |
| 北海道         | 北海道放送（HBC）         | 報特NEWS                                                        | ○                  | |
| 青森県         | 青森テレビ（ATV）         | ATVニュース                                                     | ○                  | |
| 岩手県         | IBC岩手放送（IBC）        | 岩手日報IBCニュース                                             | ○                  | |
| 福島県         | テレビユー福島（TUF）     | TUFニュース                                                     | ○                  | |
| 新潟県         | 新潟放送（BSN）           | 新潟日報ニュース                                                | ○                  | |
| 富山県         | チューリップテレビ（TUT） | 報特NEWS                                                        | ○                  | |
| 石川県         | 北陸放送（MRO）           | MROニュース                                                     | ○                  | - 2009年9月までは、当番組の放送時間外にも独立して放送しながら、ローカル枠を行使し、ローカルニュースを内包して放送していた。                                                                                                |
| 中京広域圏     | CBCテレビ（CBC）          | （なし）                                                        | ○                  | |
| 近畿広域圏     | 毎日放送（MBS）           | 報特NEWS                                                        | ○                  | - ローカル枠の時間を15秒拡大（3分45秒）して放送している。 |
| 広島県         | 中国放送（RCC）           | RCC NEWS                                                        | ○                  | - 2022年9月まで、全編で時刻表示・天気ループ表示を実施していた。 |
| 山口県         | テレビ山口（tys）         | tysニュース                                                     | ○                  | |
| 愛媛県         | あいテレビ（itv）         | itvニュース                                                     | ○                  | |
| 高知県         | テレビ高知（KUTV）        | KUTVニュース                                                    | ○                  | - 一時期、◎だった時期もあり、ローカルニュースを独立して放送していた。 |
| 福岡県         | RKB毎日放送（RKB）        | 報特NEWS                                                        | ○                  | |
| 長崎県         | 長崎放送（NBC）           | NBCニュース                                                     | ○                  | - 2016年4月2日までは、ローカル枠を行使し、ローカルニュースを内包して放送していたほか、『報道センターNBC』として18:50から放送していた。                                                                                     |
| 熊本県         | 熊本放送（RKK）           | 熊日ニュース                                                    | ○                  | |
| 鹿児島県       | 南日本放送（MBC）         | （MBCニュース）                                                 | ○                  | - ローカル枠は、タイトルのない無題でローカルニュースを放送するほか、18:50からは『MBCニュース』として放送。 |
| 沖縄県         | 琉球放送（RBC）           | RBCニュース                                                     | ○                  | |

## 問題となった放送内容
- 2009年12月5日放送分で取り上げた「ブラックマネー」と呼ばれる偽造紙幣についての特集で、この企画を持ち込んだ制作会社のスタッフが、容疑者とみられるナイジェリア人男性の本名を確認するため、自宅ポストにあった郵便物を無断で開封し修復して戻していた[23]。容疑者とみられる男性は取材スタッフが接触した直後に逃走し、その様子もこの特集で放送されたことから、批判が相次いだ[24]。また、制作会社の取材スタッフが取材対象者の車に無断で2度も発信器を取り付けたりしていた[23]。BPO（放送倫理・番組向上機構）に対しても番組内の対応について批判が多数寄せられたことから、2010年1月15日に問題がなかったかを判断するための審議に入った。2010年4月2日、「TBSと制作会社の間で取材手法について議論した形跡がなく、両者の信頼関係が空洞化していた」と不適切取材を生む責任があいまいなTBSの体質を指摘する意見書を公表した[25]。
- 2025年7月12日放送の特集「外国人政策も争点に急浮上〜参院選総力取材」では、参議院選挙の争点の一つとして各政党の外国人政策が取り上げられ、参政党の神谷宗幣代表による「日本人ファースト」などの発言が紹介された。「排外主義をあおるリスクがある」とする専門家のコメントを添えて報道され、キャスターの山本恵里伽は「これまで以上に想像力をもって、投票しなければいけない」と発言。選挙期間中であるにもかかわらず、放送内で特定政党への牽制とも受け取れる言動がなされた。これに対し参政党は、党の主張を「差別的・排外的であるかのように編集された」としてTBSに抗議文を提出し、訂正と謝罪を求めたが、TBS側は「公共性・公益性のある報道であり、中立性を保っている」として応じず、参政党は同月中にBPO放送人権委員会への申し立てを行った[26][27]。
- 2025年7月26日放送では、「参政党のメディア“排除”を問う」と題し、定例会見において神奈川新聞の記者が退出を求められた件を取り上げた。参政党側は当初「事前申請がなかったため」と説明したが、その後、同記者が街頭演説中に「大声による誹謗中傷などの妨害行為に関与していた」として「混乱を避けるために退席を求めた」と説明を訂正した。番組は、こうした参政党のメディア対応を「報道の自由に関わる問題」として報じたが、参政党はこれに対しても「特定記者との過去の経緯を無視した恣意的な報道だ」と反論している。さらに、参政党はTBSから7月24日に取材依頼を受けたものの、設定された回答期限が翌7月25日18時であったため、会談や番組出演などで多忙だった神谷代表は対応できなかったと説明。一方「報道特集」は番組内で「期限内に回答がなかった」と報じたため、神谷代表は「一方的に印象を貶める放送だ」と強く批判し、TBSに対する対立姿勢を明確にした[27]。
- 2025年7月31日、YouTubeチャンネル「SAKISIRU」を運営する報道アナリストの新田哲史は、TBSテレビの報道番組『報道特集』が政治的公平性を定めた放送法4条に違反している可能性があるとして、監督官庁の総務省に対し調査や必要な行政指導を求める義務付け訴訟を東京地方裁判所に提起した[28]。 訴状によれば、新田は2025年3月の千葉県知事選に立候補した立花孝志や、同年7月の参議院選挙に候補者を擁立した参政党に関し、選挙期間中に一方的に批判的な内容を放送したと主張している。同様の形態の訴訟は過去に例がないと報じられている[28]。

## 受賞歴
- 第51回ギャラクシー賞・テレビ部門・優秀賞（2014年）：シリーズ秘密保護法案・2013年11月30日と12月7日放送分に対して[29]
- 第58回ギャラクシー賞・報道活動部門・大賞（2020年）：前身の「JNN報道特集」も含めて40年間、一貫して調査報道に取り組んで来た姿勢に対して
- ギャラクシー賞・2022年3月度月間賞：3月19日放送分における「同年に発生したロシアによるウクライナへの侵攻を受けてのベラルーシ・ルカシェンコ大統領への単独インタビュー」に対して[30]
- 第22回放送人グランプリ・優秀賞（2023年）：番組自体に対して